# 大治町
大治町（おおはるちょう）は、愛知県の西部に位置し、海部郡に属する町。名古屋西部に接する場所。
尾張地方に含まれ、名古屋市中村区、中川区、あま市と隣接している。

## 概要
名古屋市のベッドタウンの性格が強く、名古屋市への通勤・通学者も多くいる。
鉄道こそ町内を通っていないが名古屋市営バスと名鉄バスが多く乗り入れており、名駅（名古屋駅）や栄にも容易に行けるため、住宅地開発、大規模マンション建設、インフラ整備が2000年頃から一気に進んでいる。面積は県内で豊山町に次いで2番目に小さいが人口が3万人を超えており、人口密度は東海地方で名古屋市に次いで第2位である。

## 地理

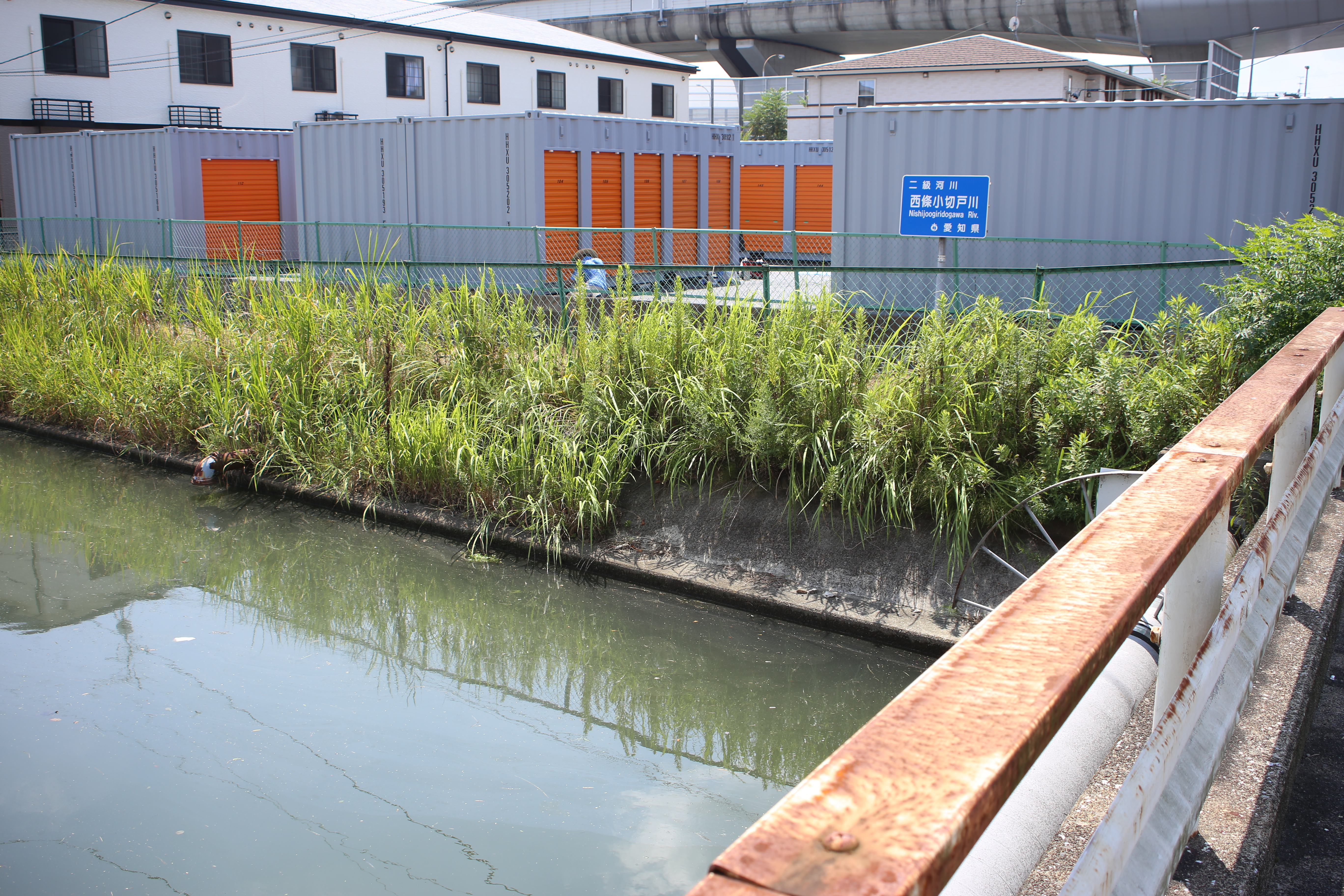
西條小切戸川

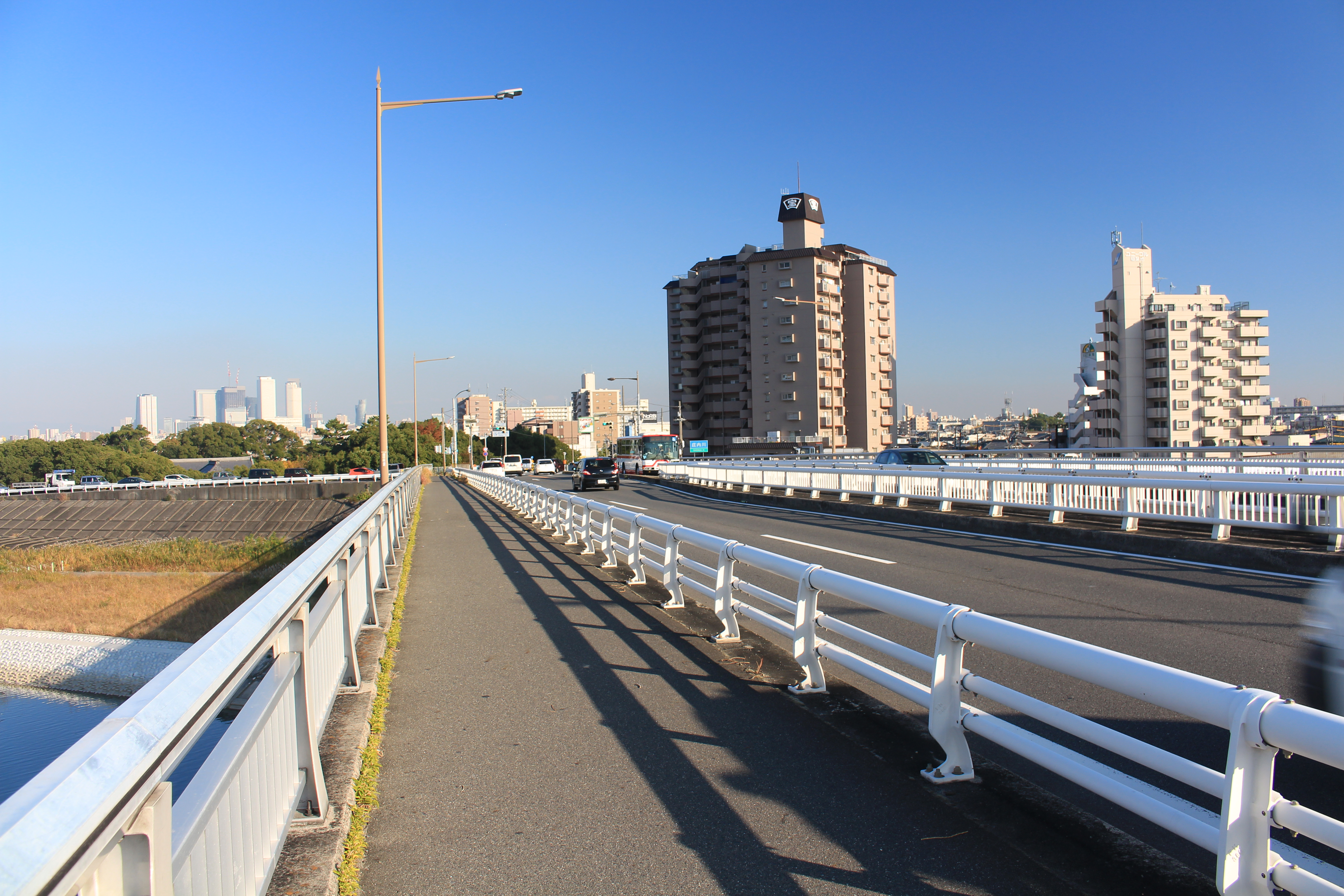
庄内川に架かる新大正橋

### 地形

#### 河川

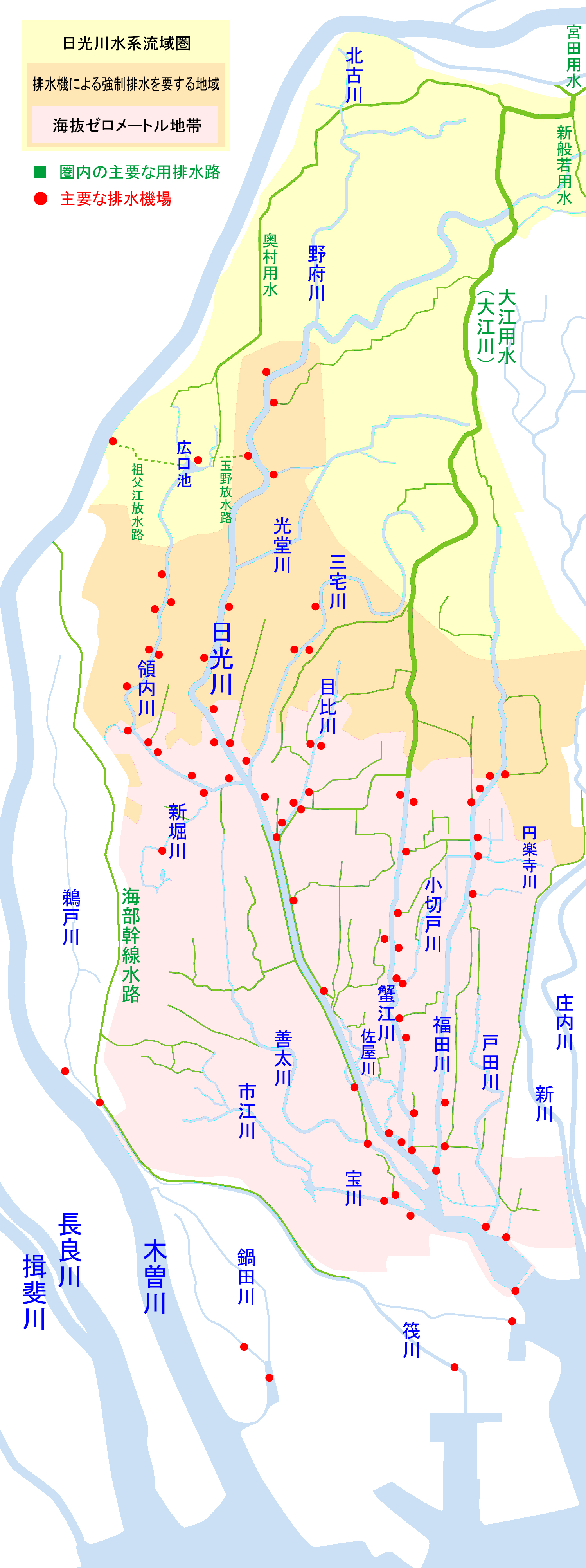
日光川水系の概略図

主な川
- 庄内川
- 新川
- 福田川
- 西條小切戸川
- 円楽寺川
- 小切戸川

### 地名
- 砂子
- 鎌須賀
- 八ツ屋
- 東條
- 長牧
- 北間島
- 西條
- 花常
- 中島
- 三本木
- 馬島
- 堀之内

### 人口
面積が小さいが人口は3万人を超えており、人口密度が高い。東海地方では、名古屋市に次いで第2位の人口密度であり、全国の町村の中でも、福岡県糟屋郡志免町に次いで第2位の人口密度である。
| |                                        |  |
| 大治町と全国の年齢別人口分布（2005年） | 大治町の年齢・男女別人口分布（2005年） |  |
| ■紫色 ― 大治町 ■緑色 ― 日本全国 | ■青色 ― 男性 ■赤色 ― 女性              |  |
| 大治町（に相当する地域）の人口の推移 \| 1970年（昭和45年） \| 13,907人 \| \| \| 1975年（昭和50年） \| 17,690人 \| \| \| 1980年（昭和55年） \| 19,939人 \| \| \| 1985年（昭和60年） \| 21,171人 \| \| \| 1990年（平成2年） \| 22,598人 \| \| \| 1995年（平成7年） \| 24,724人 \| \| \| 2000年（平成12年） \| 27,073人 \| \| \| 2005年（平成17年） \| 28,501人 \| \| \| 2010年（平成22年） \| 29,891人 \| \| \| 2015年（平成27年） \| 30,990人 \| \| \| 2020年（令和2年） \| 32,399人 \| \| |                                        |  |
| 総務省統計局 国勢調査より |                                        |  |
| 1970年（昭和45年） | 13,907人                               |  |
| 1975年（昭和50年） | 17,690人                               |  |
| 1980年（昭和55年） | 19,939人                               |  |
| 1985年（昭和60年） | 21,171人                               |  |
| 1990年（平成2年） | 22,598人                               |  |
| 1995年（平成7年） | 24,724人                               |  |
| 2000年（平成12年） | 27,073人                               |  |
| 2005年（平成17年） | 28,501人                               |  |
| 2010年（平成22年） | 29,891人                               |  |
| 2015年（平成27年） | 30,990人                               |  |
| 2020年（令和2年） | 32,399人                               |  |

### 隣接している自治体・行政区
愛知県
- 名古屋市
  - 中川区
  - 中村区
- あま市

## 歴史

### 町名の由来
「大治」は「大いに治まる」を意味する瑞祥地名であるという。

### 戦国時代
- 1552年（天文21年） 萱津の戦い

### 沿革
- 1889年（明治22年） - 市制・町村制施行時に、鎌須賀村、北間島村、三本木村、砂子村、中島村、長牧村、西條村、花常村、東條村、堀之内村、馬島村、八ツ屋村の12ヶ村（現在の大字になっている）が合併し、海東郡大治村発足
- 1913年（大正2年）7月1日 - 海東郡と海西郡の区域が海部郡となり、海部郡大治村となる。
- 1975年（昭和50年）4月1日 - 町制施行し、大治町になる。
- 2008年（平成20年）
  - 5月1日 - 七宝町・美和町・甚目寺町（いずれも当時）と大治町により「海部郡東部四町合併研究会」を設置。
  - 11月5日 - 大治町の離脱により「海部郡東部四町合併研究会」を解散[3][注釈 1]。

## 政治

### 行政

#### 町長
- 町長：村上昌生（2013年8月5日 - ）

歴代町長
- 立松國慶
- 小林隆（2002年6月11日 - 2006年6月10日、2006年6月11日 - 2010年6月10日（2期））
- 岩本好広（2010年6月11日 - 2013年7月2日）

### 合併問題
歴史的経緯から、旧海部郡3町（現・あま市）と名古屋市（中川区が有力視）のどちらと合併するかが争点になっていた。2010年6月に町長に就任した岩本好広は名古屋市との合併を掲げ、あま市との合併を掲げた当時の現職小林隆と新人候補を破り当選した。しかし町議会ではあま市合併派が多数を占めており、町長選挙でもあま市との合併を唱える候補が二人いたため票が割れ共倒れとなったとはいえ、票数から見ればあま市との合併を支持するものが多いと言って良い状態であった。岩本はあくまで公約を優先し、2012年5月21日に名古屋市長の河村たかしと会談、名古屋市との合併に向けた協議会の設立を要請した。しかし翌2013年6月13日に酒気帯び運転で出勤したことが問題視され、町長を辞任。8月に行なわれた町長選では「海部地域との連携強化」などを掲げた元町議の村上昌生が当選している。

### 衆議院
- 選挙区：愛知9区 （津島市、稲沢市、愛西市、弥富市、あま市、大治町、蟹江町、飛島村）
- 任期：2024年10月27日 - 2028年10月26日
- 投票日：2024年10月27日
- 当日有権者数：377,902人[9]
- 投票率：52.01％

| 当落 | 候補者名 | 年齢 | 所属党派   | 新旧別 | 得票数   | 重複 |
| ---- | -------- | ---- | ---------- | ------ | -------- | ---- |
| 当   | 岡本充功 | 53   | 立憲民主党 | 元     | 91,152票 | ○    |
| 比当 | 長坂康正 | 67   | 自由民主党 | 前     | 78,726票 | ○    |
|      | 伊藤恵子 | 71   | 日本共産党 | 新     | 19,899票 |      |

## 施設

### 警察

#### 本部
- 愛知県警察 津島警察署

#### 交番
- 大治交番（海部郡大治町大字馬島）

### 消防

#### 本部
- 海部東部消防組合消防本部

#### 消防署
- 南分署（海部郡大治町大字三本木字西之川102番地1）

### 交流施設
- 大治町公民館

### 運動施設
- 大治町スポーツセンター

### 郵便局

#### 集配局
- 甚目寺郵便局（あま市）: 490-11xx

#### 主な郵便局
- 大治郵便局
- 大治西条郵便局

### 上下水施設
- 名古屋市上下水道局大治浄水場

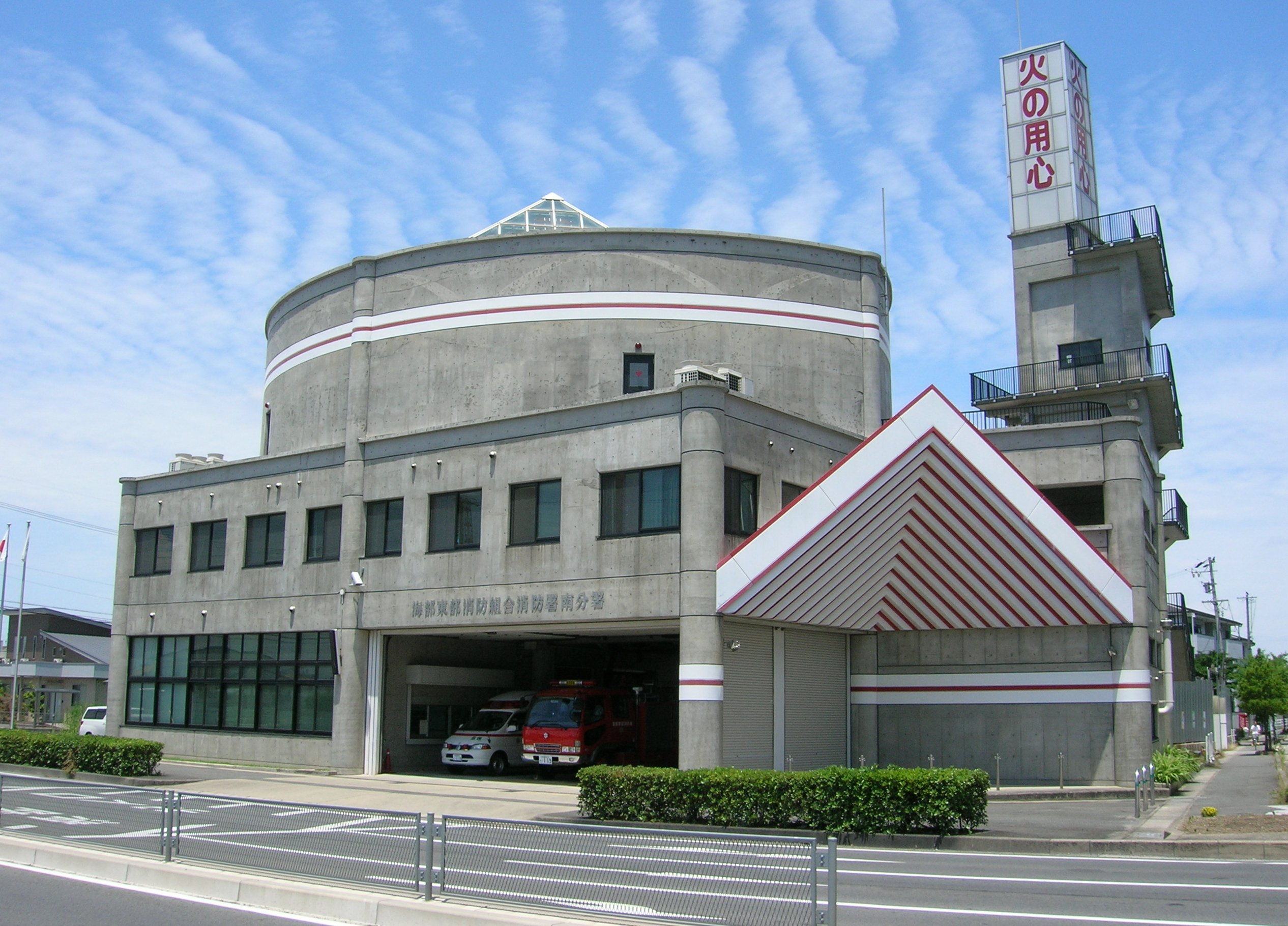
海部東部消防組合南分署
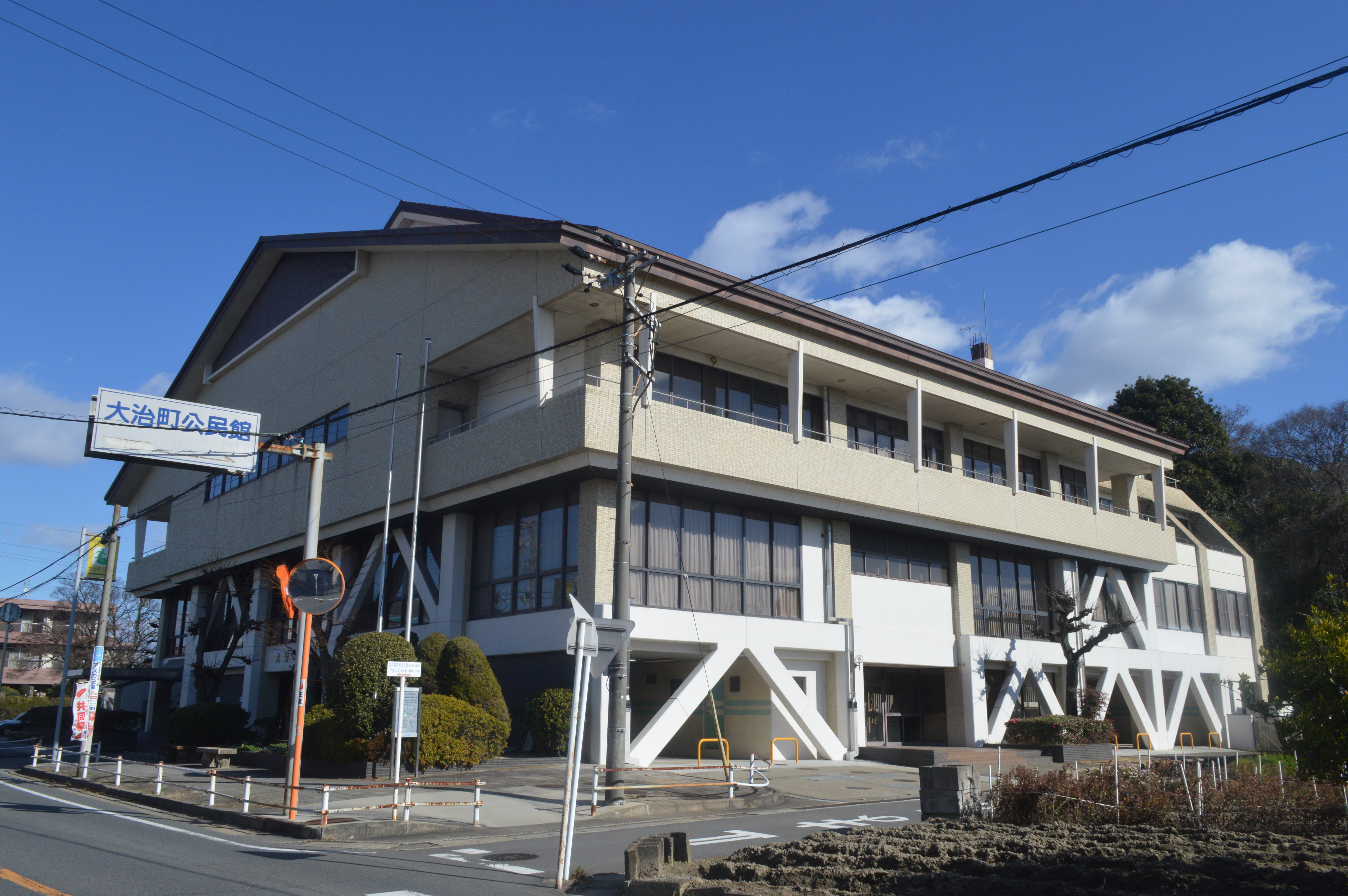
大治町公民館
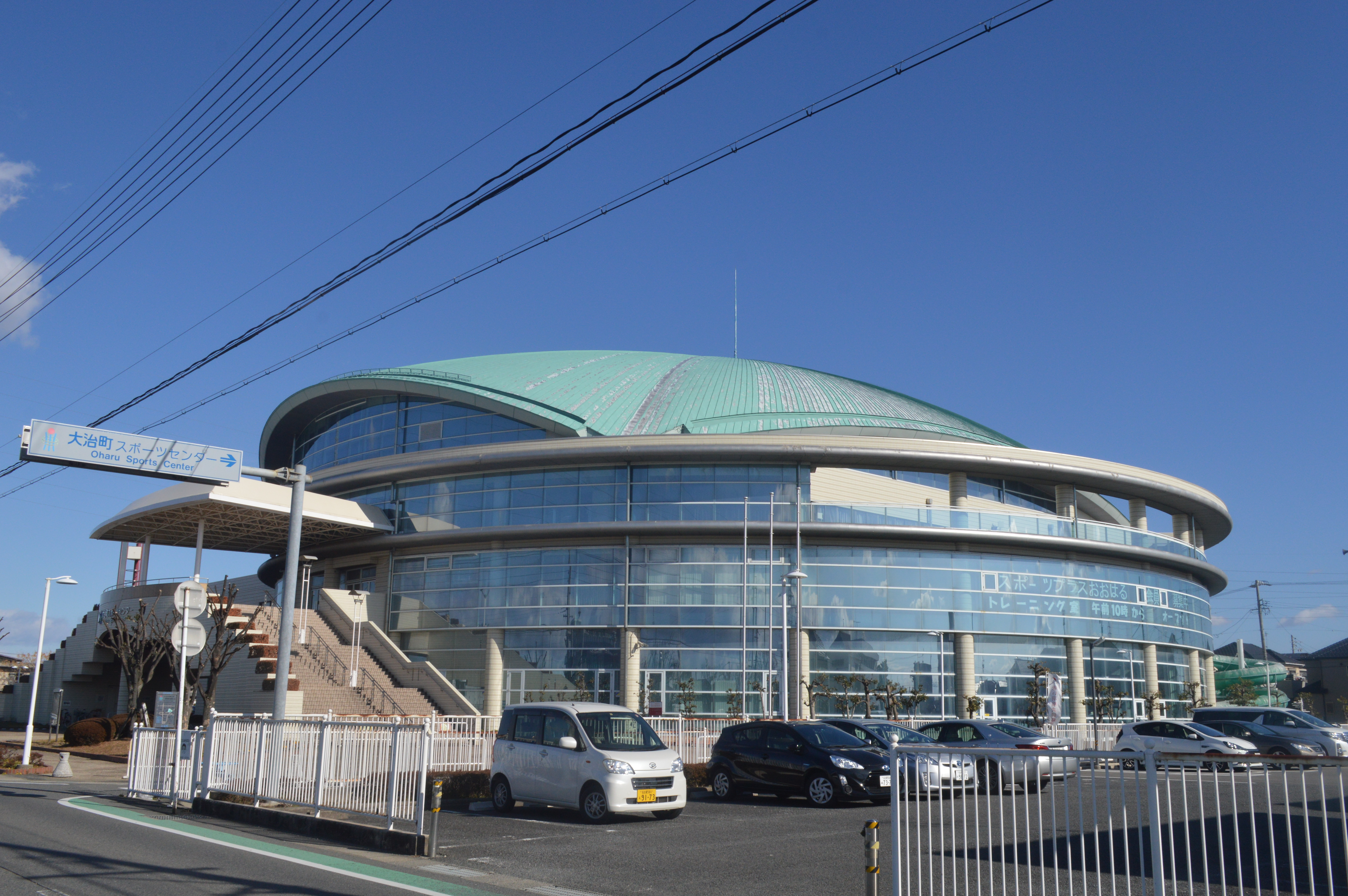
大治町スポーツセンター
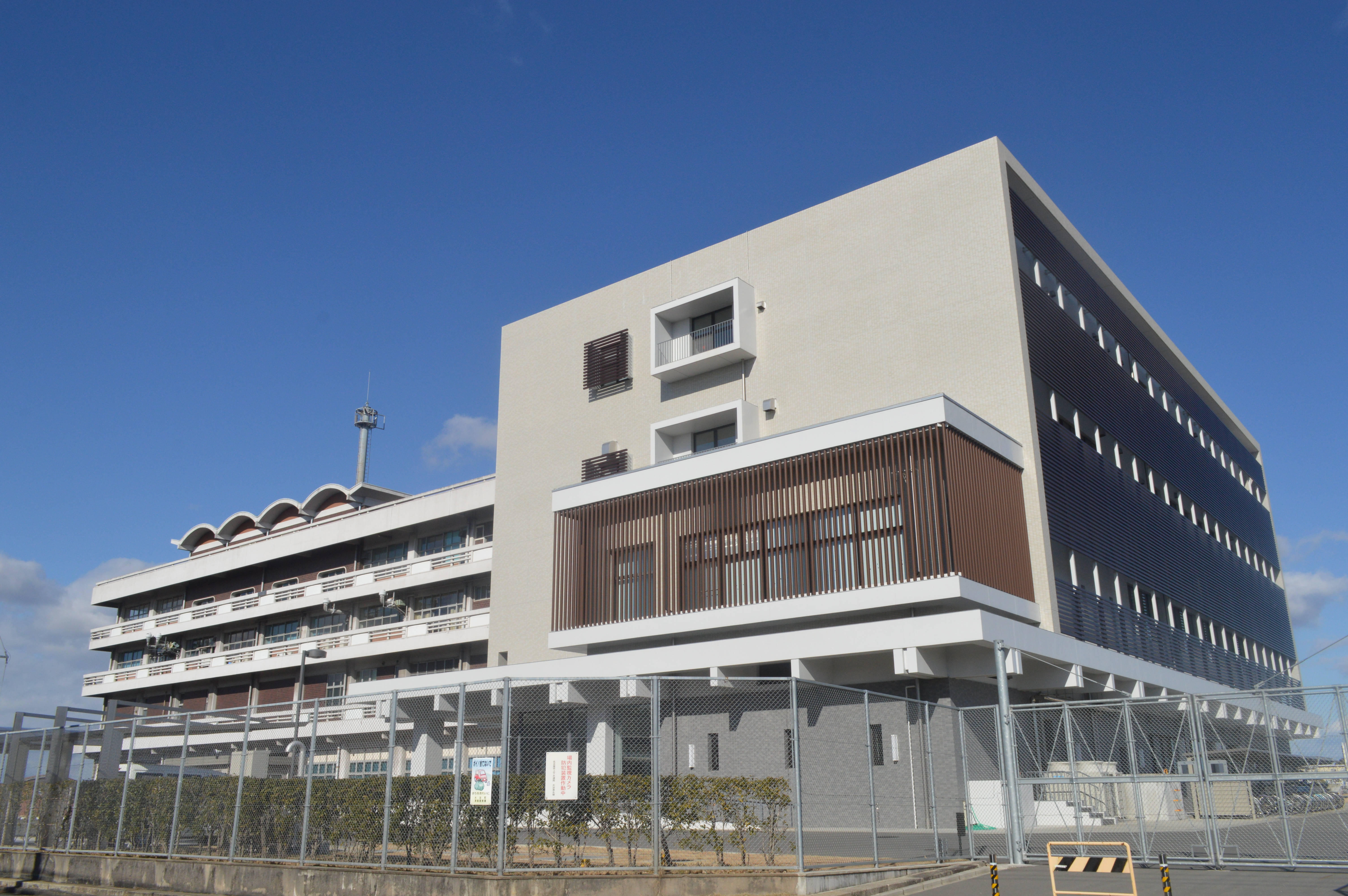
名古屋市上下水道局大治浄水場

## 対外関係

### 姉妹都市・提携都市
2018年現在、姉妹都市は存在しない。

#### 海外
フレンドシップ相手国
2005年に開催された愛知万博では、「一市町村一国フレンドシップ事業」の名の下、愛知県内の市町村（名古屋市を除く）が120の万博公式参加国をそれぞれフレンドシップ相手国として迎え入れた。
- ポルトガル共和国

#### 国内
提携都市
- 美唄市（北海道 空知総合振興局）
  - 2017年（平成29年）3月12日 友好提携締結[12]。
- 東栄町（愛知県 北設楽郡）
  - 2017年（平成29年）3月30日 友好提携締結[13]。

## 経済

### 商業

#### 主な商業施設
- イエローハット大治店
- スギ薬局大治店
- ドラッグスギヤマ大治店
- ピアゴ大治店
- アオキスーパー
  - 大治店
  - 大治南店
- ジーユー大治店
- 西松屋大治店
- セリア甚目寺店
- ディスカウント ドラッグコスモス大治店

## 情報通信

### 市外局番
- 市外局番は町内全域で052（名古屋MA）が用いられている。
  - 市内局番は、あま市と同じ440番台を主に使用している。

## 生活基盤

### ライフライン

#### 電力
- 中部電力パワーグリッド 中村営業所[14]

#### ガス
- 東邦ガス

#### 水道
- 名古屋市上下水道局大治浄水場
  - 大治町の水道は名古屋市上下水道局から供給を受けているが[15]、下水道に関しては日光川下流流域下水道による処理を行なっている[16]。

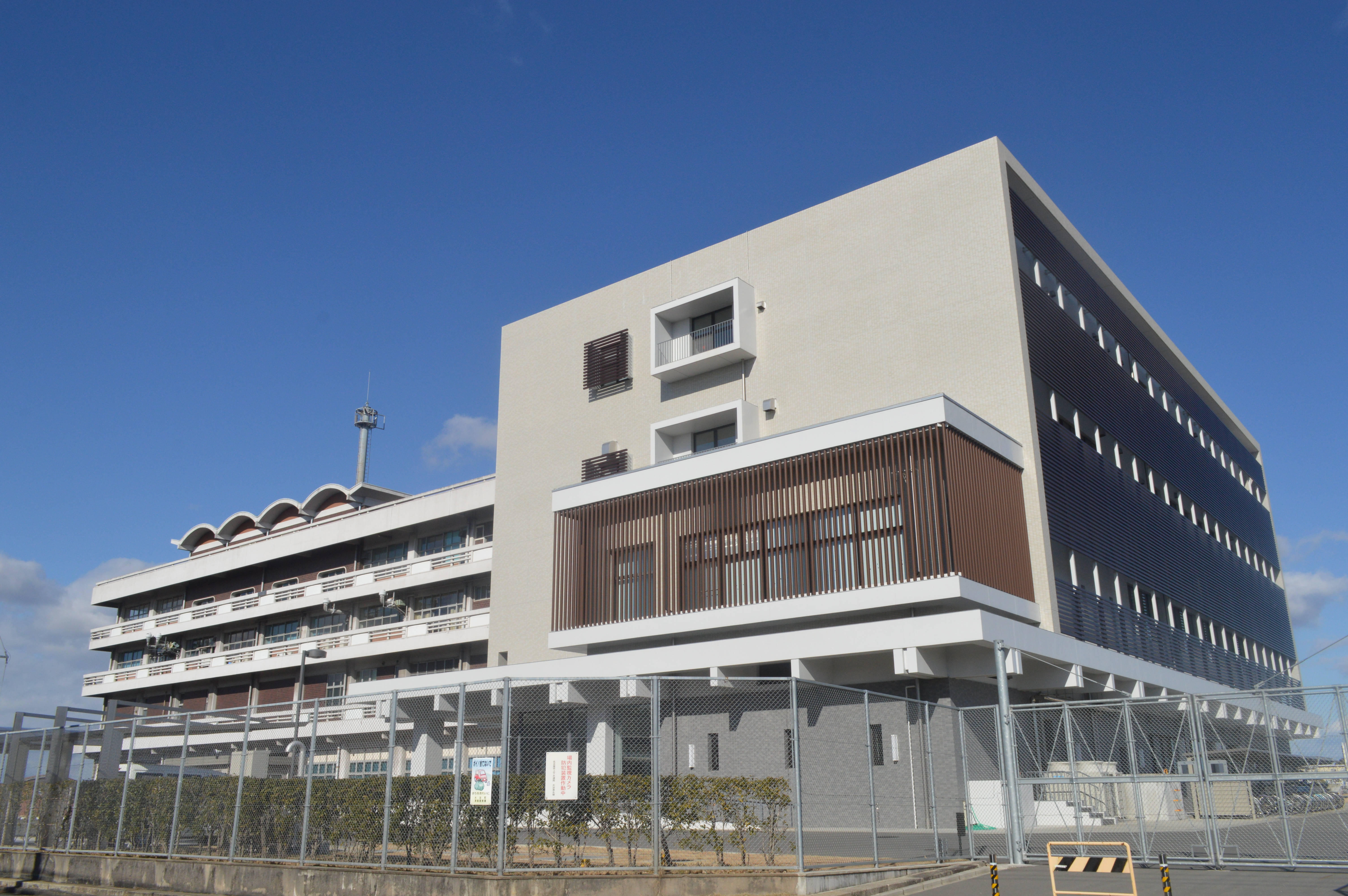
名古屋市上下水道局大治浄水場

#### 電信
- 西日本電信電話（NTT西日本）- NTT西日本-東海（NTTビジネスソリューションズ）

## 教育

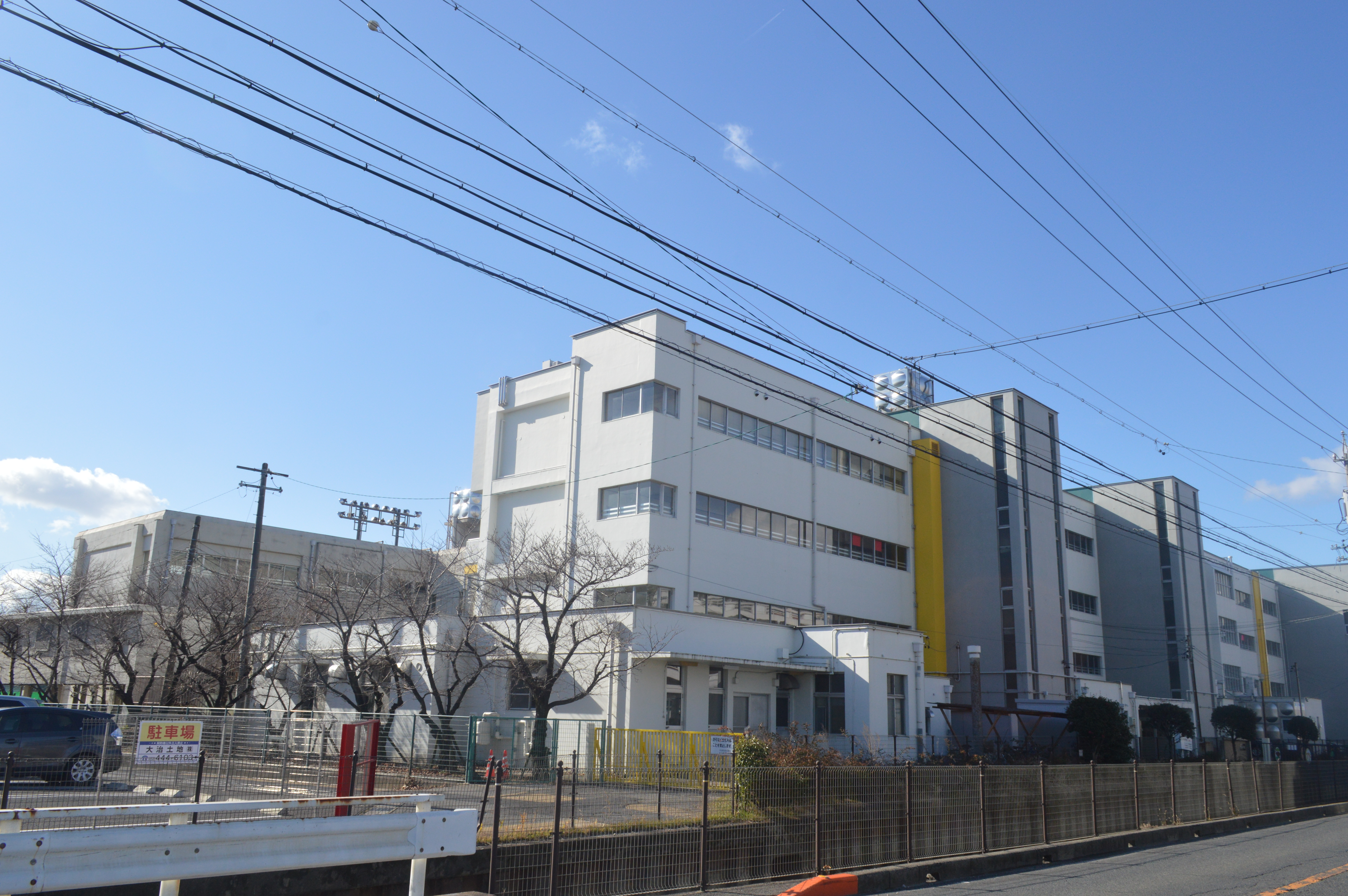
大治中学校

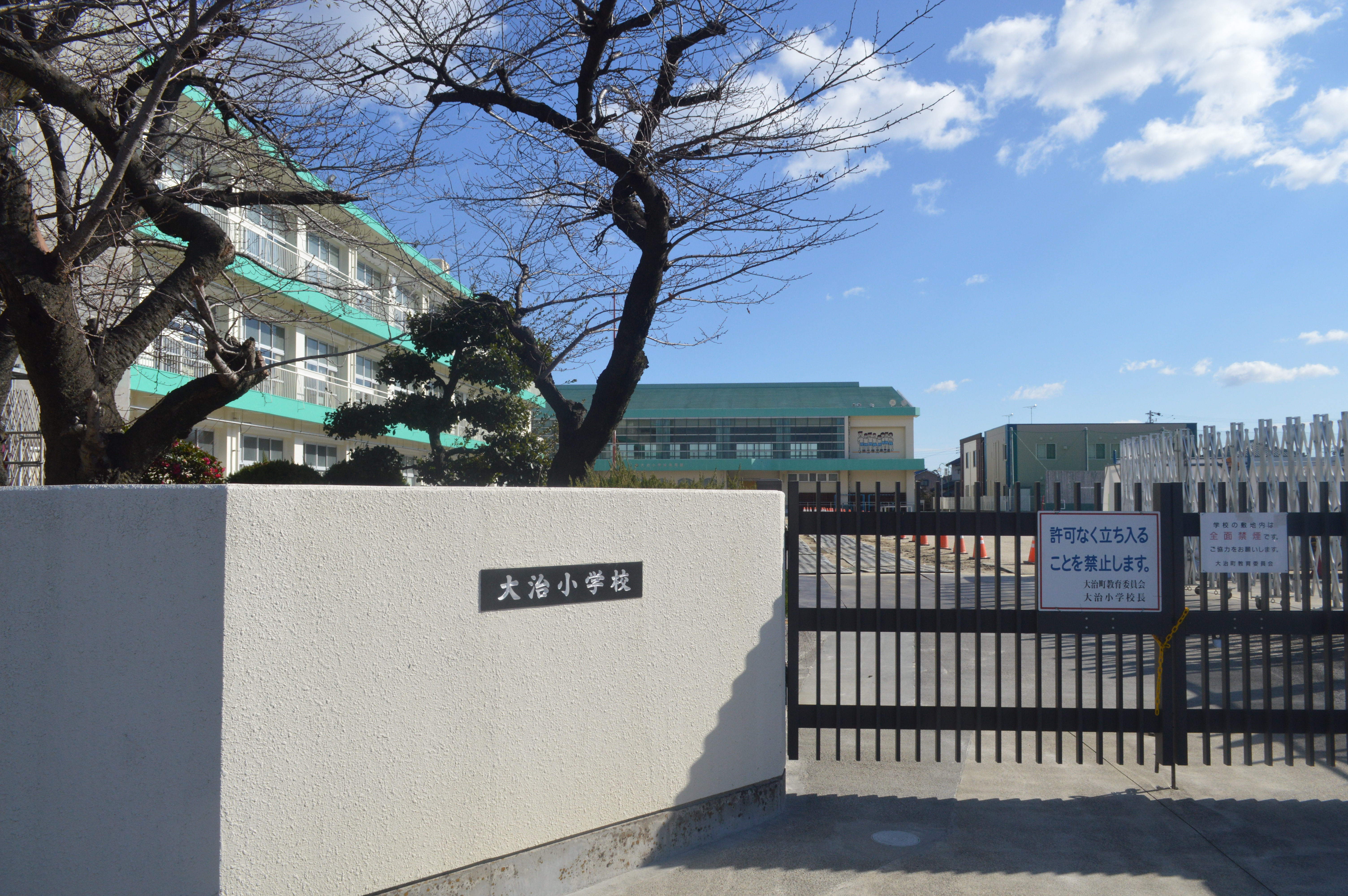
大治小学校

### 中学校

#### 町立
- 大治町立大治中学校

### 小学校

#### 町立
- 大治町立大治小学校
- 大治町立大治西小学校
- 大治町立大治南小学校

### 自動車学校
- 大治自動車学校

## 交通

### 鉄道
町内を通る鉄道はない。最寄り駅は、名古屋市営地下鉄東山線中村公園駅、名鉄津島線甚目寺駅・七宝駅、JR東海関西本線春田駅など。
名古屋市営地下鉄桜通線が太閤通駅から大治町方面へ延伸する計画があるが、今後の安全対策や資金不足、費用対効果が薄いなどの理由により、現状では新線建設は行わないとしている。

### バス

#### 路線バス
一般の路線バスは名古屋市営バスと名鉄バスにより運行がされていて、その重複区間は全く同じ路線を走っている。
- 大治町内停留所（大正橋西、東条、大治役場前、西条、大治西条）に停車する路線
  - 名古屋市営バス
    - 名駅24号系統・中村14号系統
    - 幹栄2号系統 上記5停留所には停車せず新大正橋西折り返し

  - 名鉄バス 名古屋・津島線
    - 40系統・43系統
    - 41系統・44系統

- あま市巡回バス（甚目寺須原、苅屋橋交差点北に停車）
  - 東部巡回ルート（週3日、2往復運行）

### タクシー
- フジタクシー大治営業所
- やすいタクシー

### 道路

#### 高速道路
名古屋第二環状自動車道

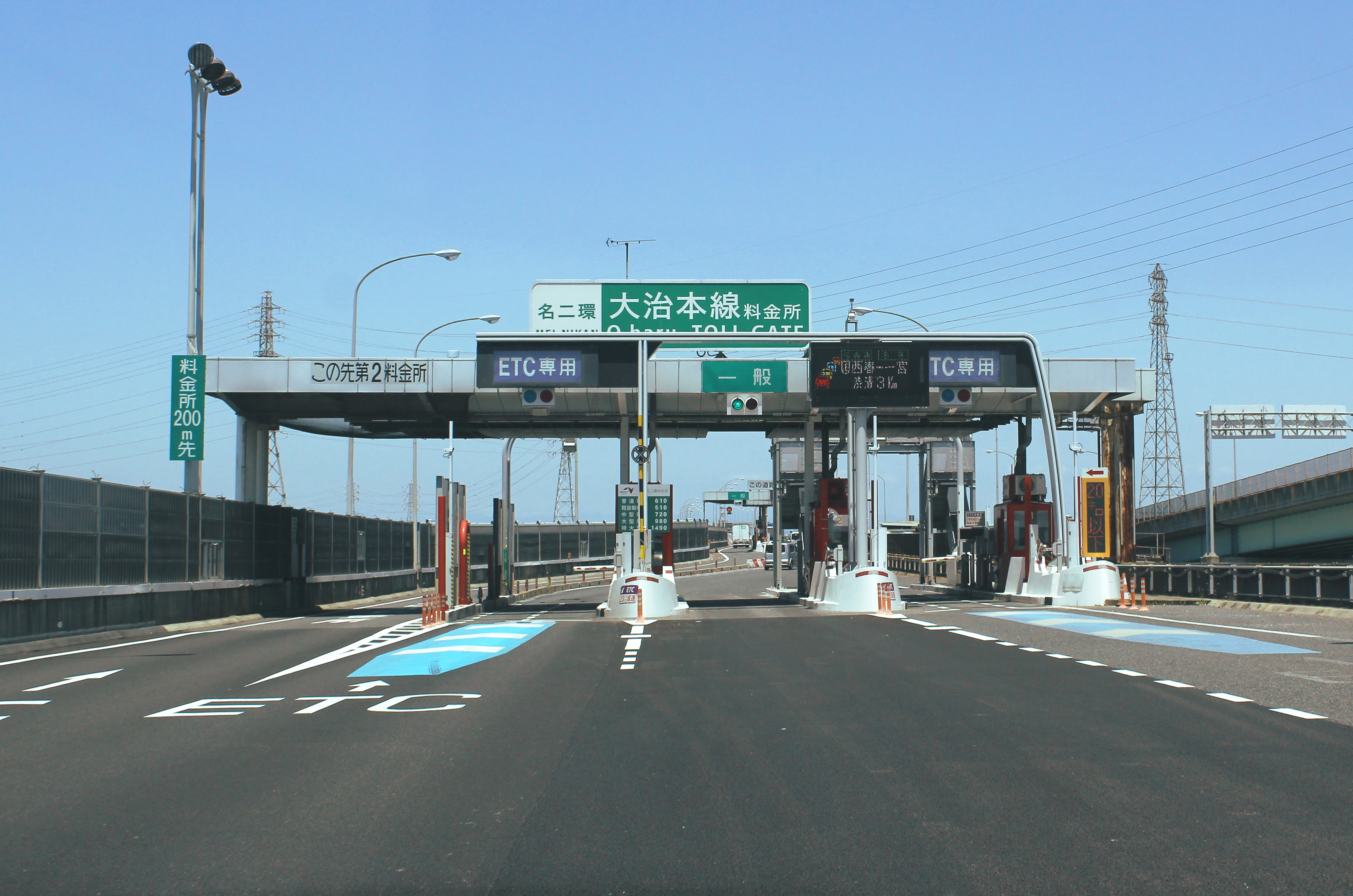
大治本線料金所

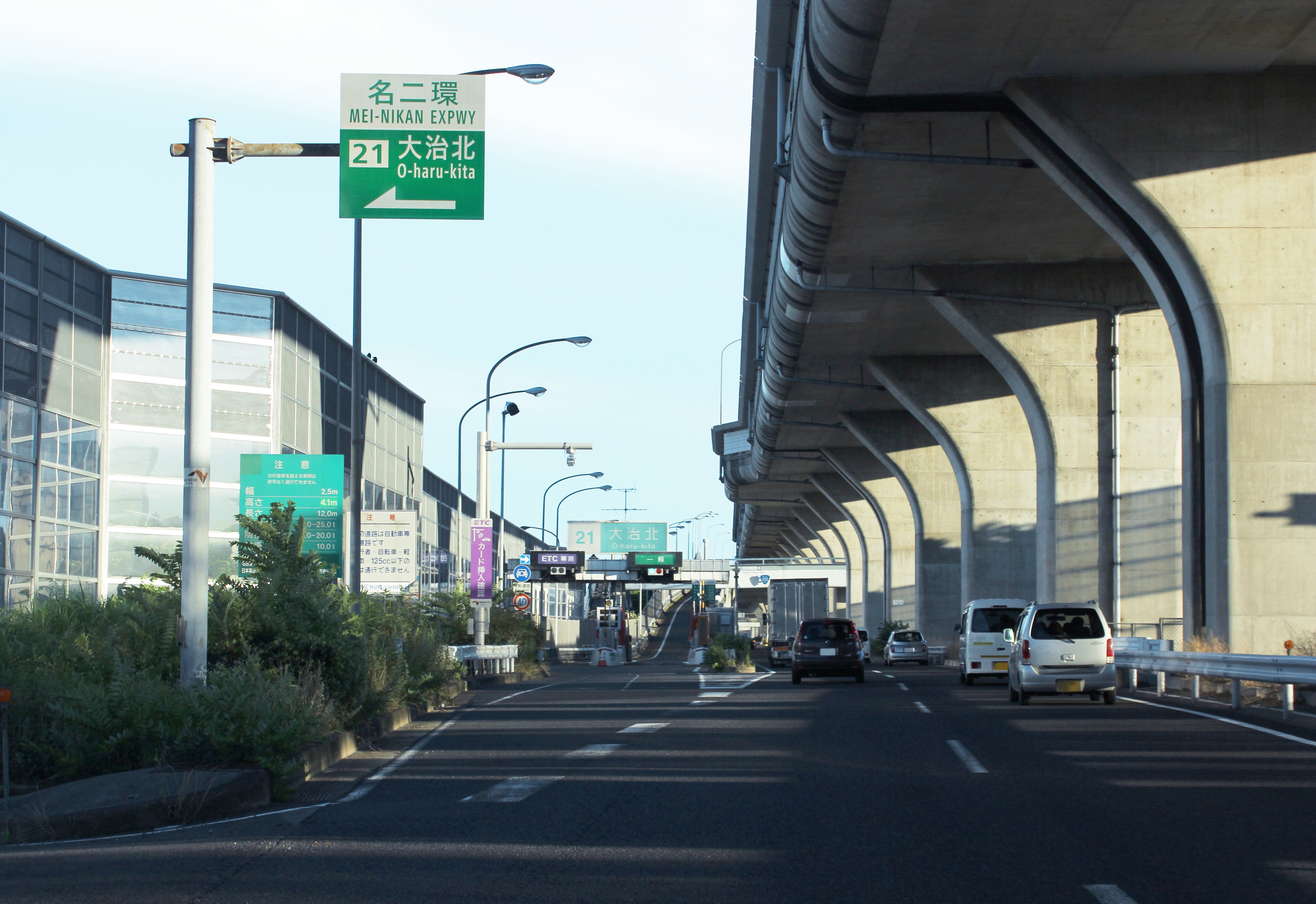
大治北IC

- （あま市） - (21) 大治北IC - （名古屋市中川区） - (TB) 大治TB - (23) 名古屋西JCT - （名古屋市中川区）

#### 国道
- 国道302号（名古屋環状2号線）

#### 県道
主要地方道
- 愛知県道59号名古屋中環状線
- 愛知県道68号名古屋津島線（名古屋津島バイパス）
- 愛知県道79号あま愛西線

一般県道
- 愛知県道117号西条中川線
- 愛知県道124号西条清須線

### ナンバープレート
- 車検証の住所（使用者）が本町の場合、名古屋ナンバーが交付される。

## 観光

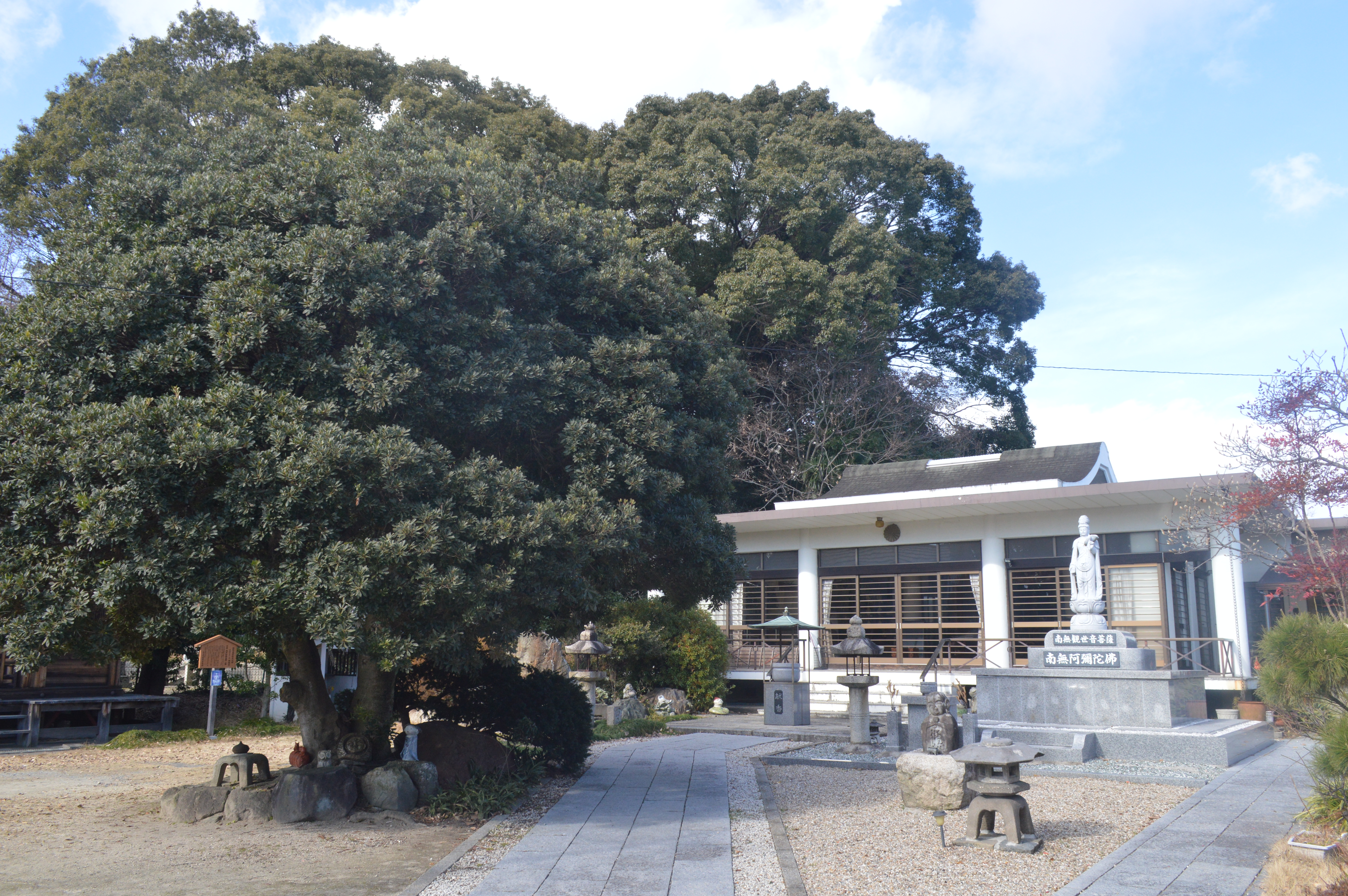
明眼院

### 名所・旧跡

#### 主な城郭
- 深田城[注釈 3]

#### 主な寺院
- 建宗寺
- 宝昌寺
- 明眼院（日本最初の眼科医療施設）

#### 主な神社
- 稲荷社
- 馬島社
- 大治護国神社
- 天満宮

### 観光スポット
- 大治町歴史民俗資料室
- 大治町庄内川河川敷公園
- 新大正橋

## 文化・名物

### 祭事・催事

#### 特産品
- 赤紫蘇
- モロヘイヤ

## 出身・関連著名人

### 著名人
- 武藤金義 - 海軍中尉、通称「空の宮本武蔵」
- 青山朗 - 政治家（衆議院議員、5代目名古屋市長）
- 佐藤啓介 - プロ野球選手（広島東洋カープ）
- 小出広美 - グラビアアイドル

### キャラクター
- はるちゃん - 町の特産品のひとつである「赤紫蘇」をモチーフにしている。2010年（平成22年）に公募が行われて2011年から使用されている[18]。